# Teko Modise
Teko Modise (Soweto, 22. prosinca 1982.) bivši je južnoafrički nogometaš i reprezentativac.